# Leonardo Rodríguez (cyclisme)
Pour les articles homonymes, voir Leonardo Rodriguez et Rodríguez.
Leonardo Franco Rodríguez, né le 20 mars 1998 à San Juan, est un coureur cycliste argentin. Il est membre de l'équipe Chimbas Te Quiero.

## Biographie
En fin d'année 2017, Leonardo Rodríguez est sacré champion d'Argentine de poursuite par équipes, avec le comité de San Juan.

## Palmarès sur route
- 2015
  - 3e du championnat d'Argentine sur route juniors
- 2018
  - 2e du championnat d'Argentine du contre-la-montre espoirs
  - 3e du championnat d'Argentine sur route espoirs

## Palmarès sur piste

### Championnats d'Argentine
- 2017
  -  Champion d'Argentine de poursuite par équipes (avec Rubén Ramos, Emiliano Contreras et Jorge Pi)